# 池田道孝
池田 道孝（いけだ みちたか、1947年〈昭和22年〉2月9日 - ）は、日本の政治家。
衆議院議員（3期）、農林水産大臣政務官（菅義偉内閣）、岡山県議会議員（3期）を歴任した。

## 人物
岡山県生まれ。矢掛高等学校を経て、1969年3月、下関市立大学経済学部卒業。同年4月、倉敷市役所入所。1998年9月、倉敷市役所を企画課長で退職。
1999年、岡山県議会議員に初当選。以後連続で3期務めた。
2012年の第46回衆議院議員総選挙で比例中国ブロックに自民党から単独21位で立候補し、初当選した。
2014年の第47回衆議院議員総選挙で比例中国ブロックに自民党から単独21位で立候補し、再選。
2017年の第48回衆議院議員総選挙で比例中国ブロックに自民党から単独18位で立候補し、3選。2020年発足の菅義偉内閣では農林水産大臣政務官を務めた。
2021年10月、同月に行われる第49回衆議院議員総選挙に立候補せず、政界からの引退を表明した。自民党の比例区単独立候補議員のうち、重複立候補議員より上位におかれた議員以外では、唯一3回以上連続で当選した。
2022年4月の春の叙勲で、旭日中綬章を受章する。

## 政策
- 憲法9条の改正と集団的自衛権の行使に賛成。
- アベノミクスを評価する。
- 軽減税率の導入に賛成。
- 原発は日本に必要だ。
- 村山談話、河野談話を見直すべきでない。
- ヘイトスピーチを法律で規制することに賛成[6]。

## 所属団体・議員連盟
- 自民党たばこ議員連盟[7]
- 日本会議国会議員懇談会[8]
- みんなで靖国神社に参拝する国会議員の会[8]
- TPP交渉における国益を守り抜く会